# Орша (община)
Вижте пояснителната страница за други значения на Орша.
Община Орша (на шведски: Orsa kommun) е разположена в лен Даларна, централна Швеция с обща площ 1808 km2 и население 6849 души (към 31 декември 2013). Административен център е град Орша.